# Kaple Panny Marie Pomocné (Libnov)
Kaple Panny Marie Pomocné (rovněž Kaplička na Chlumku) je drobná barokní stavba v Libnově, části obce Krajková v okrese Sokolov v Karlovarském kraji. Byla postavena na návrší u polní cesty do Krajkové, asi 0,5 km jihozápadně od Libnova.
Od roku 1963 je kaple chráněna jako kulturní památka.

## Historie
Vznik kaple není znám, historické prameny uvádějí, že původní klasicistní kaplička byla jednou z nejstarších kapliček v okolí. V roce 1738 ji v barokním stylu nechal obnovit správce zámku Hartenberg Johann Mathias Mosch. Na jedné ze soch umístěné v nice je uveden letopočet 1749. Oltář pocházel nejspíš z období kolem roku 1736. Každoročně zde byly slouženy tři mše a ke kapli chodilo prosebné procesí. Od druhé poloviny 20. století kaple chátrala, do stavby zatékalo děravou střechou. Došlo k narušení konstrukcí a k částečnému zřícení stropní klenby, opadaly vnější i vnitřní omítky. Zmizely sochy z venkovních nik i vnitřní vybavení kaple. V letech 2015–2016 zajistila obec Krajková renovaci kaple. Na obnově se finančně podílela Sudetoněmecká nadace, Nadace Heilinger Stiftung, paní Irmgard Knoblach z Forchheimu (rodačka z Krajkové), bývalí obyvatelé Krajkové a Krajský úřad Karlovarského kraje.
Celkové náklady činily přibližně 500 tis. Kč. Obnovu zajistila certifikovaná restaurátorská firma Terrigena Art.
V zahradě na soukromém pozemku byly nalezeny sochy z kaple. Po odborném restaurování byly usazeny na původní místo do výklenků ve štítech. Po dokončení rekonstrukce byly provedeny terénní úpravy okolí. Ke kapličce byla umístěna lavička a informační tabule se stručnou historií. Slavnostní vysvěcení obnovené kapličky se konalo 25.6.2016.
V roce 2017 provedla obec Krajková opravu komunikace ke kapličce od retenční nádrže na Dolinském potoce v Krajkové.

## Stavební podoba
Architektonicky se jedná o jednoduchou zděnou stavbu na obdélném půdorysu s trojúhelníkovými štíty na obou průčelích. Je zastřešena sedlovou střechou. Stěny jsou ze smíšeného zdiva z lomového kamene a cihel. Ve středu hlavního průčelí je vchod do kaple zaklenutý obloukem, lemovaný jednoduchou šambránou a dvojicí pilastrů. Trojúhelníkové štíty jsou posazeny na profilovaných korunních římsách. V předním štítu jsou dvě niky s barokními sochami svaté Anny a svatého Jáchyma, v zadním štítu nika se sochou svatého Josefa. Památkový katalog uvádí místo sochy svatého Jáchyma sochu svatého Rocha. V bočních stěnách jsou malá, půlkruhově zakončená okna. Na oltáři byl ještě v 50. letech 20. století umístěný reliéf Madony.

## Fotogalerie

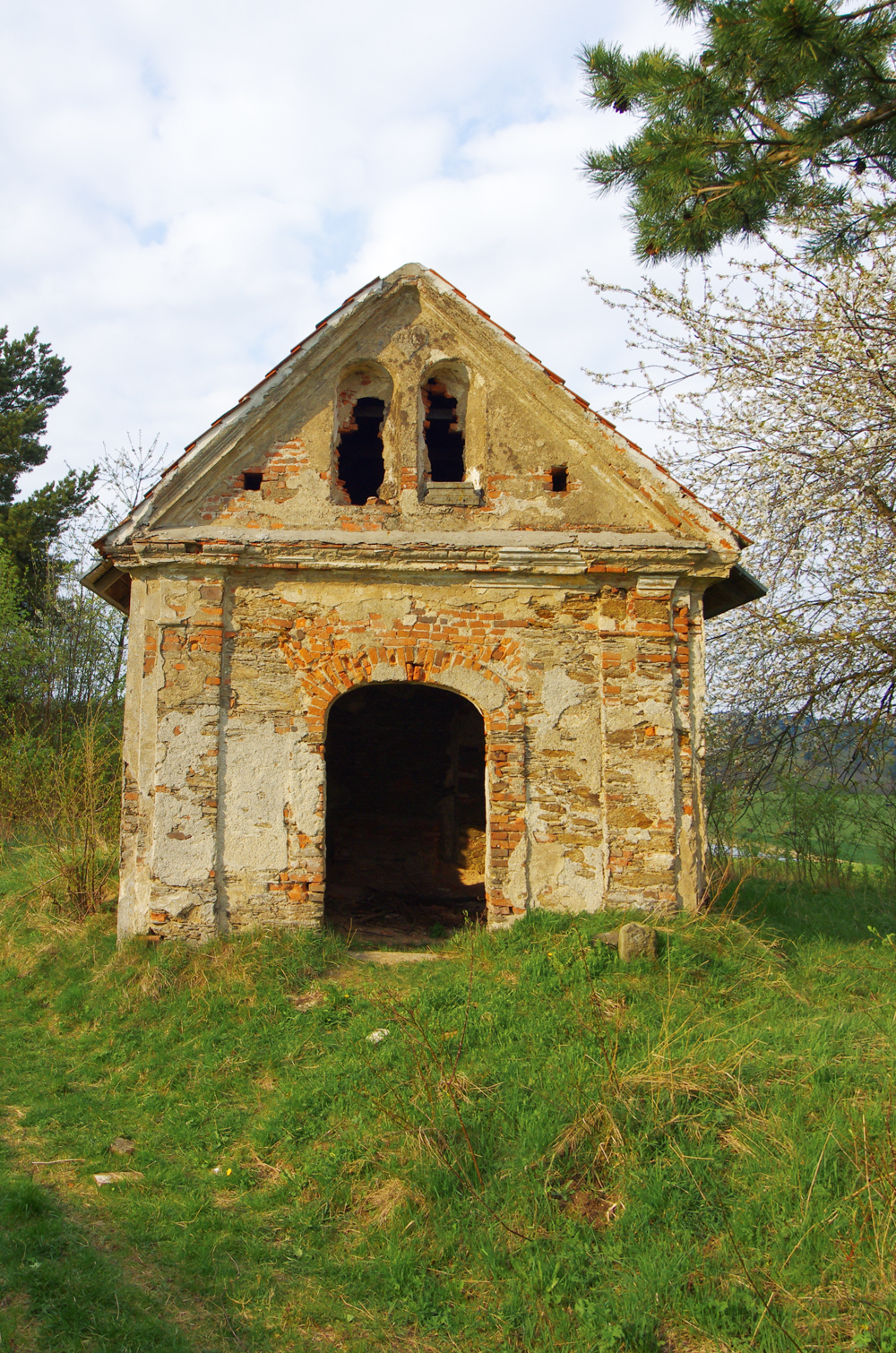
V dubnu 2014
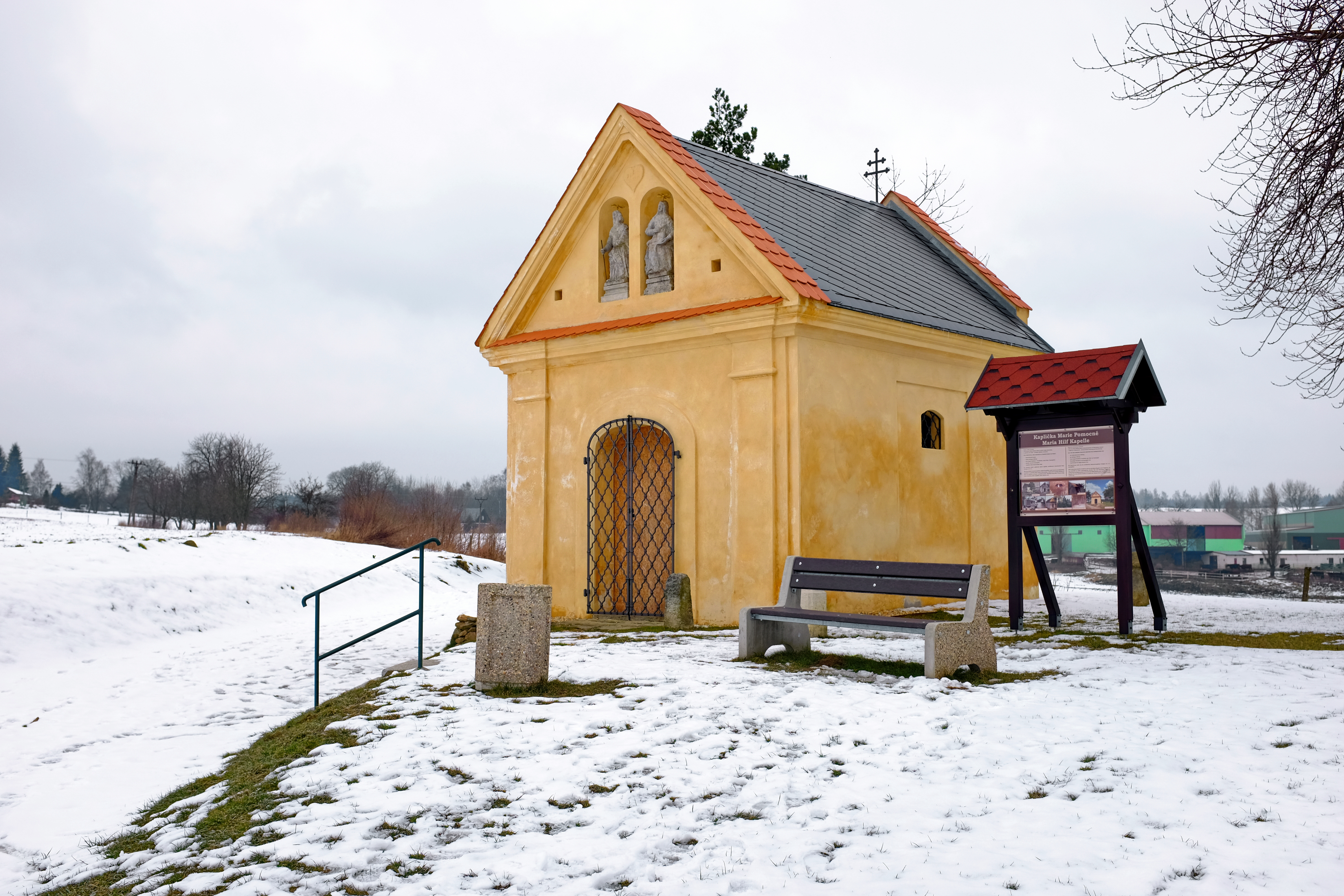
V únoru 2018
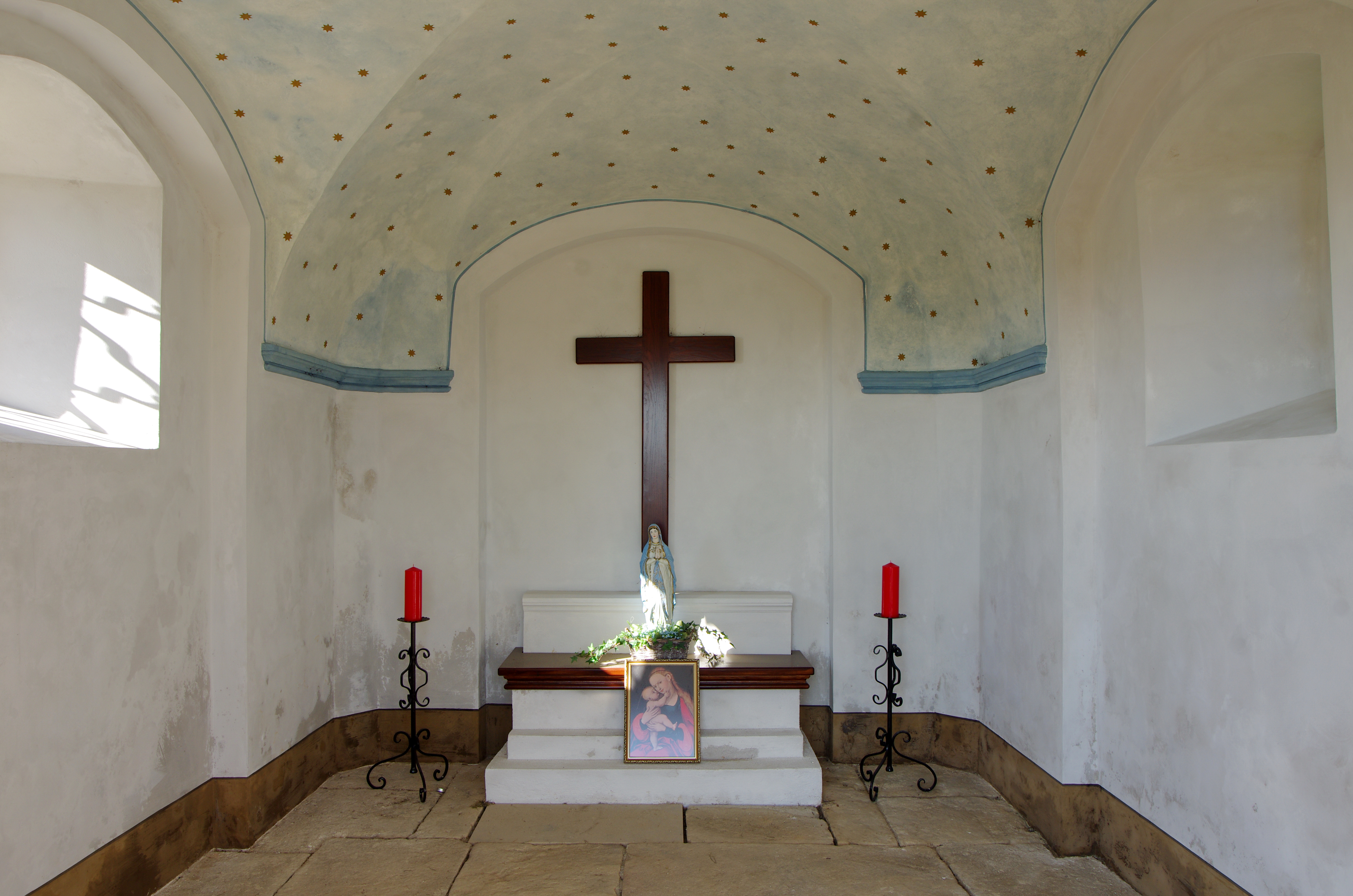
Interiér kaple